# Oncești (Maramureș)
Oncești é uma comuna romena localizada no distrito de Maramureș, na região histórica da Transilvânia. A comuna possui uma área de 206.5 km² e sua população era de 1540 habitantes segundo o censo de 2007.